# Шестнадесета македонска ударна бригада
Шестнадесета македонска ударна бригада е комунистическа партизанска единица във Вардарска Македония, участвала във въоръжената комунистическа съпротива във Вардарска Македония по време на Втората световна война.
Създадена е на 6 октомври 1944 година в скопското село Кучевище. Състои се от партизани от осма прешевска народоосвободителна бригада и от Дванадесета буяновска народоосвободителна бригада, както и 120 души от Скопския и Шарпланинския народоосвободителни отряди. До средата на декември 1944 бригадата е в състава на Кумановската дивизия на НОВЮ и участва в битки със силите на Бали Комбетар, начело със Сульо Отля, в района на Скопска Църна гора. На два пъти отбива нападение на балисти на 8 и 11 октомври. После между 19 и 29 октомври напада многократно немски военни колони на пътя Скопие-Качаник. През декември 1944 година бригадата е обявена за ударна и вкарана в рамките на Четиридесет и втора македонска дивизия на НОВЮ, с която участва в пробива на Сремския фронт.

## Състав[2]
- Глигорие Шаранович – командир (от 6 октомври 1944)
- Велко Ивкович – командир (до 27 април 1945)
- Блажо Илинчич – командир (от 27 април 1945 до края на войната); заместник-командир (от 6 октомври 1944)
- Стево Вуканович – политически комисар (от 6 октомври 1944)
- Светлозар Янкович – Циле – заместник-политически комисар (от 6 октомври 1944)
- Петър Струин – началник-щаб (от 6 октомври 1944)
- Гьорге Михайловски – началник-щаб (до март 1945)
- Душан Илич – началник-щаб (от март 1945 до края на войната)